# Theridion striatum
Theridion striatum là một loài nhện trong họ Theridiidae.
Loài này thuộc chi Theridion. Theridion striatum được Eugen von Keyserling miêu tả năm 1884.